# Ōtani Naoto
Ōtani Naoto (大谷 直人, sinh ngày 23 tháng 6 năm 1952) là một luật sư người Nhật. Ông từng giữ chức vụ Chánh án Tòa án Tối cao (thứ 19) của Nhật Bản từ năm 2018 đến 2022.

## Chánh án
Ở tuổi 65, Ōtani đã thay thế Itsurō Terada làm Chánh án vào ngày 9 tháng 1 năm 2018, khi Terada đến ngày nghỉ hưu.
Otani là Chánh án, được chính thức bổ nhiệm bởi Hoàng đế sau khi được đề cử bởi các nội; trong thực tế, được biết là theo khuyến nghị của cựu Chánh án.
Ông chuẩn bị nghỉ hưu vào năm 2022 khi đến tuổi nghỉ hưu bắt buộc là 70.